# 亞伊科-伊萊姆斯克山
48°42′15.5″N 23°50′28.7″E / 48.704306°N 23.841306°E

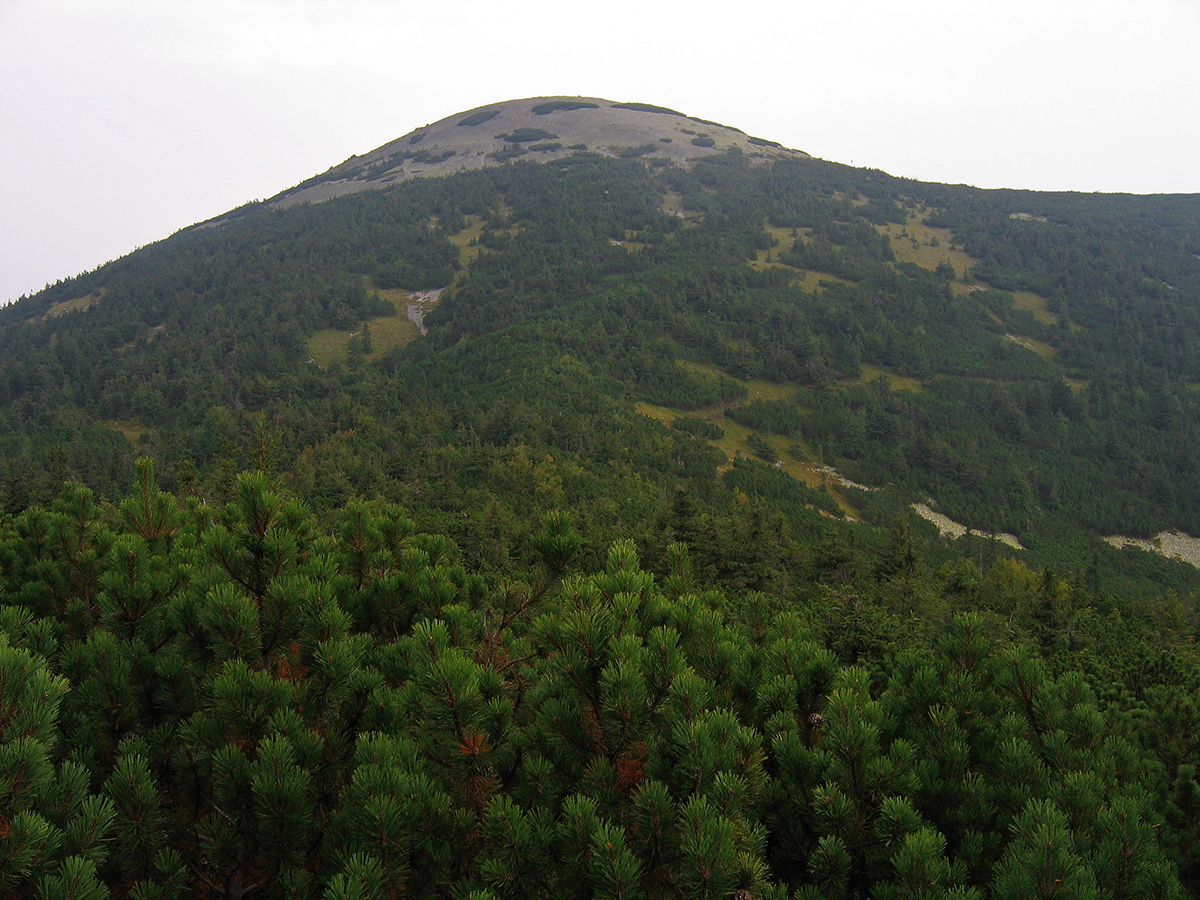
亞伊科-伊萊姆斯克山（從南面眺望）

亞伊科-伊萊姆斯克山是烏克蘭的山峰，位於該國西部，處於伊萬諾-弗蘭科夫斯克州，屬於烏克蘭喀爾巴阡山脈中戈爾加內山脈的一部分，海拔高度1,680米。